# ポテ (料理)

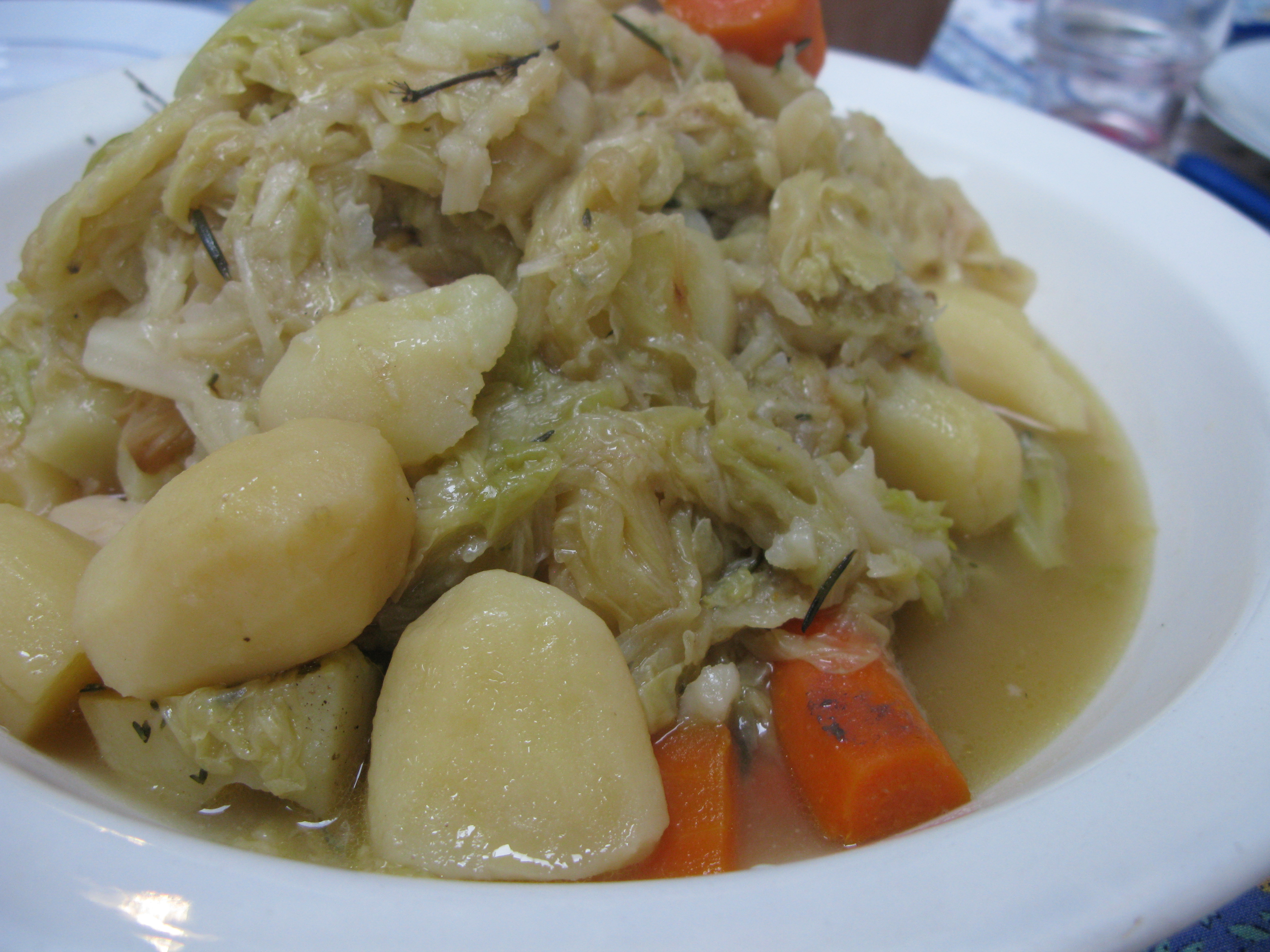
ポテ

ポテ （仏: potée）は主にフランスに見られる煮込み料理。壷、鍋をあらわすpotの派生語。
材料は豚肉と野菜。類似の料理であるポトフとの違いは、キャベツが入る点、また、基本的に牛肉を使うポトフと違い、ポテは必ず豚肉が使用される点が挙げられる。豚肉はそのまま、もしくはベーコン、塩漬けまたはソーセージといった状態のものが利用される。
起源はケルト人の料理であり、フランスのみならずケルト人が居住した地域に見られる料理である。